# Oreophryne choerophrynoides
Oreophryne choerophrynoides es una especie de anfibio anuro de la familia Microhylidae.

## Distribución geográfica
Esta especie es endémica del oeste de Nueva Guinea en Indonesia. Habita entre los 700 y 900 m de altitud en las montañas Fakfak.

## Descripción
Los machos miden de 16.2 a 17.8 mm.

## Publicación original
- Günther, 2015 : Two new Oreophryne species from the Fakfak Mountains, West Papua Province of Indonesia (Anura, Microhylidae). Vertebrate Zoology, vol. 65; n.º 3, p. 357–370.[2]